# Miscophus ater
Miscophus ater är en stekelart som beskrevs av Amédée Louis Michel Lepeletier 1845. Miscophus ater ingår i släktet Miscophus, och familjen Crabronidae. Arten är reproducerande i Sverige.